# Plectranthias winniensis
Plectranthias winniensis là một loài cá biển thuộc chi Plectranthias trong họ Cá mú. Loài này được mô tả lần đầu tiên vào năm 1966.

## Phân bố và môi trường sống
P. winniensis có phạm vi phân bố tương đối rộng rãi ở vùng biển Tây Thái Bình Dương và Ấn Độ Dương. Ở Ấn Độ Dương, loài này được tìm thấy tại phía bắc Biển Đỏ; KwaZulu-Natal, Nam Phi; Mauritius, Comoros và Seychelles; Maldives; quần đảo Andaman; quần đảo Alor. Ở Thái Bình Dương, loài này được tìm thấy tại Đông Nam đảo Đài Loan; Palau; đảo Wake; Đảo Johnston; Vanuatu; New Caledonia; quần đảo Australes; Tuamotu; quần đảo Pitcairn và quần đảo Hawaii. Độ sâu được tìm thấy trong khoảng 20 – 58 m. Loài này sống đơn độc (hoặc bơi thành từng nhóm nhỏ) xung quanh các rạn san hô ở xa bờ.

## Mô tả
Chiều dài cơ thể lớn nhất được ghi nhận ở P. winniensis có kích thước khoảng 4 cm. Màu sắc khi mẫu vật còn tươi: thân có màu trắng với nhiều mảng đốm màu cam ở phía trước và màu đỏ ở phía sau. Đốm đỏ cũng xuất hiện tập trung ở các gốc phần mềm của vây lưng, vây hậu môn và vây đuôi. Các vây có màu vàng nhạt; các tia vây ngực và đuôi có màu hồng. Vây bụng ngắn, không vươn tới được hậu môn. Vây đuôi được bo tròn.
Số gai ở vây lưng: 10 (gai thứ 4 dài nhất); Số tia vây mềm ở vây lưng: 16 - 17; Số gai ở vây hậu môn: 3; Số tia vây mềm ở vây hậu môn: 7; Số tia vây mềm ở vây ngực: 16 - 18; Số tia vây mềm ở vây đuôi: 13; Số vảy đường bên: 14 - 20.